# Adoxotoma chionopogon
Adoxotoma chionopogon är en spindelart som beskrevs av Eugène Simon 1909. 
Adoxotoma chionopogon ingår i släktet Adoxotoma och familjen hoppspindlar. Inga underarter finns listade i Catalogue of Life.